# Yaguachi
Yaguachi (nota anche come San Jacinto de Yaguachi, o Yaguachi Nuevo) è una parrocchia urbana dell'Ecuador, capoluogo dell'omonimo cantone, nella provincia del Guayas.